# Zetela variabilis
Zetela variabilis är en snäckart som först beskrevs av Dell 1956.  Zetela variabilis ingår i släktet Zetela och familjen pärlemorsnäckor. Inga underarter finns listade i Catalogue of Life.